# La Vigie Marocaine
La Vigie Marocaine è stato un quotidiano marocchino in lingua francese fondato a Casablanca nel 1908. Fu una delle principali testate giornalistiche durante il protettorato francese del Marocco.

## Storia
Il giornale fu fondato da un corrispondente del quotidiano francese Le Matin dietro suggerimento diretto del generale Albert d'Amade “per la difesa degli interessi francesi e l'estensione dell'influenza francese in Marocco”. La testata si proponeva come megafono dei coloni europei residenti a Casablanca e tenne una linea editoriale conservatrice, spiccatamente filo-francese e colonialista.
Nel 1921 La Vigie Marocaine fu acquisita dall'editore Pierre Mas.